# Большанское сельское поселение
Больша́нское се́льское поселе́ние — муниципальное образование в Чернянском районе Белгородской области.
Административный центр — село Большое.

## История
Большанское сельское поселение образовано 20 декабря 2004 года в соответствии с Законом Белгородской области № 159.

## Население
| 2010 | 2011 | 2012 | 2013 | 2014 | 2015 | 2016 | 2017 | 2018 |
| ---- | ---- | ---- | ---- | ---- | ---- | ---- | ---- | ---- |
| 595  | ↘593 | ↗598 | ↘583 | ↘569 | ↘562 | ↘558 | ↗571 | →571 |
| 2019 | 2020 | 2021 |      |      |      |      |      |      |
| ↘569 | ↘551 | ↘485 |      |      |      |      |      |      |

## Состав сельского поселения
| № | Населённый пункт | Тип населённого пункта       | Население |
| - | ---------------- | ---------------------------- | --------- |
| 1 | Большое          | село, административный центр | ↘260      |
| 2 | Бородин          | хутор                        | ↘181      |
| 3 | Малый            | хутор                        | ↘154      |